# Oppin
Oppin è un ex comune tedesco di 1 551 abitanti, situato nel land della Sassonia-Anhalt.
Dal 1º gennaio 2010 Oppin è stato incorporato dal comune di Landesberg, del quale è divenuto una frazione.